# Microrregión de Sananduva
La microrregión de Sananduva es una de las microrregiones del estado brasileño de Rio Grande do Sul perteneciente a la mesorregión Noroeste Rio-Grandense. Su población fue estimada en 2005 por el IBGE en 59.202 habitantes y está dividida en once municipios. Posee un área total de 3.067,573 km².

## Municipios
- Barracão
- Cacique Doble
- Ibiaçá
- Machadinho
- Maximiliano de Almeida
- Paim Filho
- Sananduva
- Santo Expedito do Sul
- São João da Urtiga
- São José do Ouro
- Tupanci do Sul

- Datos: Q2359020